# 施毅
施毅（1962年—），南京大学电子科学与工程学院微电子与光电子学系教授、电子科学与工程学院院长，主要研究领域为纳米电子、光电子材料等。中华人民共和国教育部第八批“长江学者”特聘教授，曾获得中国国家自然科学二等奖和国家技术发明三等奖。

## 生平
1989年获得南京大学博士学位，后在同校任教。